# هوغو كونا
هوغو كونا (18 فبراير 1977 في البرتغال - 25 يونيو 2005 في البرتغال) هو لاعب كرة قدم برتغالي في مركز الوسط. لعب مع فيتوريا دي غيماريش ويو دي ليريا ونادي بايرنسيه وكامبومايورنسي ‏.

## وصلات خارجية
- هوغو كونا على موقع قاعدة بيانات كرة القدم.إي يو (الإنجليزية)